# Euchroea nigrostellata
Euchroea nigrostellata är en skalbaggsart som beskrevs av Oliver Erichson Janson 1924. Euchroea nigrostellata ingår i släktet Euchroea och familjen Cetoniidae. Inga underarter finns listade i Catalogue of Life.